# Równina Biłgorajska
Równina Biłgorajska (512.47) – mezoregion geograficzny w południowo-wschodniej Polsce.
Mezoregion stanowi fragment Kotliny Sandomierskiej. Ciągnie się od Wisły w kierunku południowo-wschodnim, równolegle pomiędzy pasmem Roztocza a dolnym biegiem Sanu, do Lubaczowa i Cieszanowa. Równinę przecinają dwie rzeki: Sanna na północy i Tanew na południu. Ich doliny wyznaczają północno-zachodnie i południowo-wschodnie granice mezoregionu.

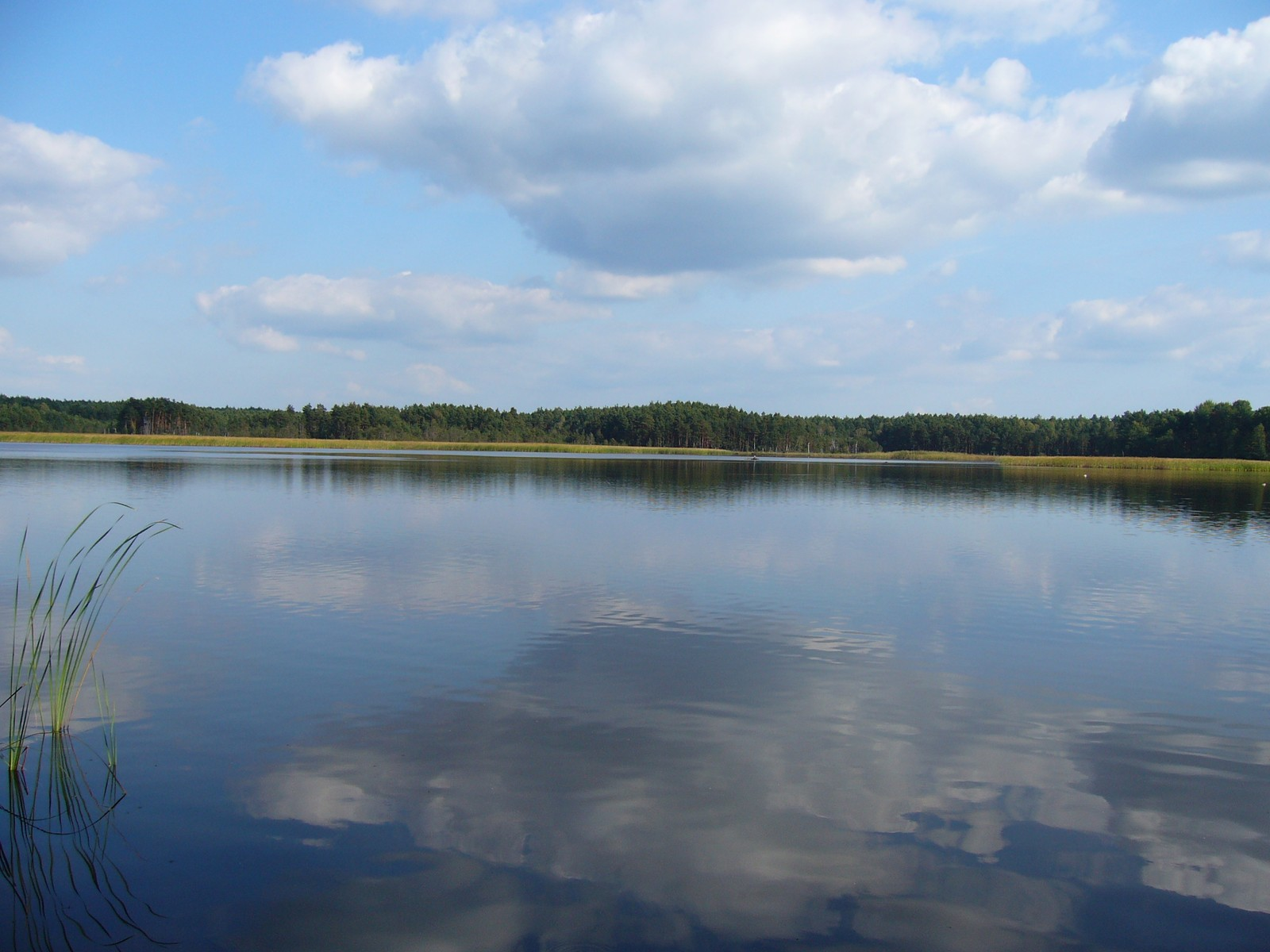
Typowe dla Równiny Biłgorajskiej są położone wśród borów sosnowych stawy rybne. Staw „Adam” w pobliżu Zaklikowa.

Region jest płaskowyżem osiągającym na wschodzie wysokość od 220 do 280 m n.p.m. (maksymalnie 284 m), opadającym ku zachodowi poniżej 150 m n.p.m. Zbudowany jest z czwartorzędowych piasków i glin morenowych, przez co tutejsze gleby są mało wartościowe pod względem rolniczym. Z tego powodu większość mezoregionu pokryta jest mało wymagającymi pod względem glebowym borami sosnowymi, tworzącymi kompleks Puszczy Solskiej. Dlatego też funkcjonuje oboczna nazwa regionu – Równina Puszczańska. Piaski tworzą miejscami porośnięte lasem wydmy, a dzięki gliniastemu podłożu krajobraz urozmaicają liczne stawy hodowlane.
Równina Biłgorajska rozpościera się na pograniczu województw lubelskiego i podkarpackiego, na terenie sześciu powiatów:
- biłgorajskiego – miasto i gmina Biłgoraj (bez północno-wschodniego fragmentu), gmina Aleksandrów, południowa część gmin: Frampol (bez Frampola), Tereszpol i Józefów (bez Józefowa), północna część gmin: Księżpol i Łukowa oraz północne fragmenty gmin: Biszcza i Obsza
- janowskiego – południowa część gmin: Potok Wielki, Modliborzyce, Janów Lubelski (z Janowem) i Dzwola
- kraśnickiego – tylko południowe fragmenty gmin: Annopol (bez Annopola) i Gościeradów
- niżańskiego – gmina Jarocin, północna część gmin: Harasiuki i Ulanów oraz północno-wschodni skrawek gminy Nisko
- stalowowolskiego – większość gminy Zaklików (bez części północnej) oraz wschodnia część gmin: Radomyśl nad Sanem i Pysznica
- tomaszowskiego – zachodnia część gminy Susiec

Na Równinie Biłgorajskiej leżą cztery miasta: Biłgoraj, Janów Lubelski, Modliborzyce i Zaklików. Pozostałe większe miejscowości w obrębie regionu to Aleksandrów, Jarocin, Sól, Harasiuki i Dąbrowica.